# Nejdecký tunel
Nejdecký tunel je železniční tunel na katastrálním území Nejdek na úseku železniční trati Karlovy Vary – Johanngeorgenstadt mezi zastávkami Nejdek – Vysoká Pec v km 20,715–20,946.

## Historie
Koncese na výstavbu místní železniční dráhy byla udělena 2. prosince 1895. Její výstavba začala  v roce 1897. Jako první byl budován úsek Karlovy Vary, dolní nádraží – Stará Role – Nová Role, který navazoval na místní dráhu z roku 1881 z Chodova přes Novou roli do Nejdku. Na něj navazovalo prodloužení z Nejdku do Horní Blatné (dokončen 28. listopadu 1898) a z Horní Blatné do Johanngeorgenstadtu (dokončen 1. dubna 1899), města ležícího již v Sasku. Provoz byl na trati oficiálně zahájen 15. května 1899.
Na trati dlouhé 47,2 km je sedmnáct železničních stanic a zastávek a čtyři tunely: Karlovarský, Nejdecký, Vysokopecký a Novohamerský. Mezi mosty vyniká Novohamerský a Perninský viadukt.
V roce 2017 a 2018 byla trať rekonstruována.

## Popis
Jednokolejný tunel  byl postaven pro železniční trať Karlovy Vary – Johanngeorgenstadt mezi zastávkami Nejdek – Vysoká Pec v roce 1898 (v druhé etapě výstavby) a byl dán do provozu v roce 1899. Byl postaven přes výběžek kopce Jedlovec (853 m n. m.) v části Žižkův vrch ve směrovém levotočivém oblouku.
Tunel leží v nadmořské výšce 605 m a je dlouhý 230,20 m.